# Орбеліані Іліодор Миколайович
Орбеліа́ні Іліодо́р Микола́йович (18?? — † 19??, Городня) — грузинський князь, меценат, керівник та режисер театру. 
Походить із давнього грузинського княжого роду Орбеліані. Збіднівши, виїхав із батьківщини і оселився у м.Городня на Чернігівщині. У кінці XIX ст. на його замовлення седнівський архітектор Якубович збудував "Чайну товариства тверезості", яку Орбеліані через кілька років переобладнав в народний дім. На базі народного дому І.М.Орбеліані створив та очолив театр, який проіснував до середини XX ст., де аматори показували спектаклі на твори І.Тобілевича (Карпенка-Карого), М.Кропивницького, М.Гоголя та ін. Окрім цього, зусиллями Іліодора Орбеліані у Городні було збудовано електростанцію, млин та один із перших на Чернігівщині кінотеатрів, підтримувалася місцева футбольна команда. Помер у Городні.